# José María Arguedas

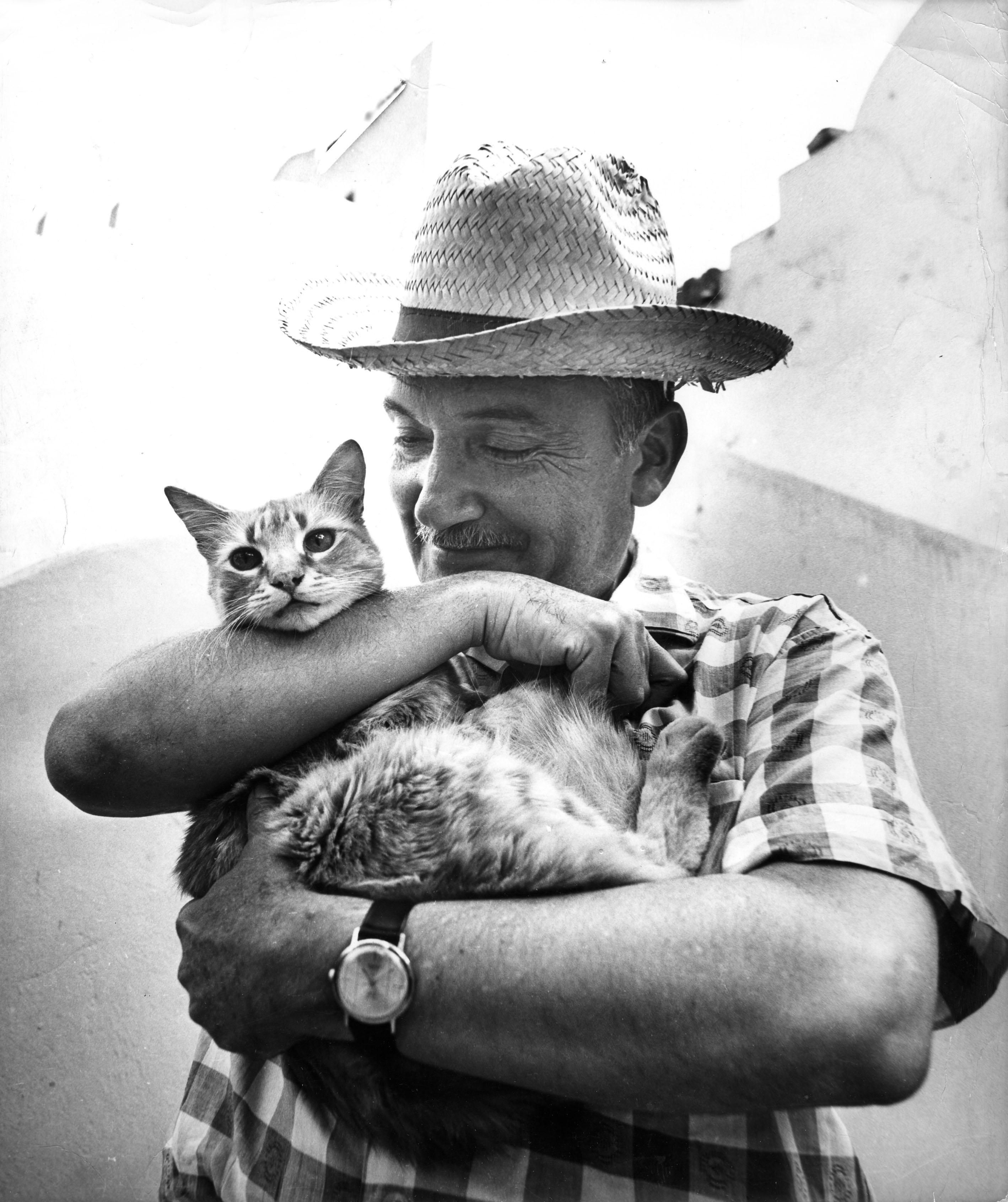
José María Arguedas

José María Arguedas Altamirano (* 18. Januar 1911 in Andahuaylas, Peru; † 2. Dezember 1969 in Lima) war ein peruanischer Schriftsteller. Er zählt mit zu den bedeutendsten Schriftstellern des indigenismo.

## Leben
José María Arguedas wuchs unter Indios auf und lernte gleichzeitig Quechua und Spanisch. Er erlebte ihre täglichen Demütigungen, aber auch ihre Bräuche, Feste und Riten. 1929 ging er zum Studium nach Lima, wurde 1937 wegen seiner Aktivitäten für die spanische Republik im dortigen Bürgerkrieg verhaftet und widmete sich 1944 ganz der Anthropologie. Seine ersten Erzählungen erschienen 1935. Ab 1957 war er Professor und publizierte zahlreiche Untersuchungen über die Quechua-Kultur. Im Rahmen einer Veröffentlichung über das Leben in der Stadt Puquio (1956) gab er auch drei Versionen des Inkarrí-Mythos wieder. 1966 veröffentlichte er das jahrhundertelang vergessene, auf Quechua verfasste Huarochirí-Manuskript vom Ende des 16. Jahrhunderts mit einer eigenen (der ersten) spanischen Übersetzung.
Sein bekanntestes Werk ist der Roman Die tiefen Flüsse (Los ríos profundos, 1958), der von einer tiefen Zuneigung zur Quechua-Kultur, den Sitten und Bräuchen der Indios, zeugt. Er beschreibt aber auch die belebte und unbelebte Natur Perus: die hohen Andengebirge, die Wüsten, die tiefen Flusstäler und dampfenden Dschungel. Ein Werk des Indigenismo ist Trink mein Blut, trink meine Tränen (Todas las sangres, 1964). Die Erzählung Diamanten und Feuersteine erschien 2002 erstmals auf Deutsch.
José María Arguedas starb 1969 durch Suizid. Bei seiner Beerdigung spielte, seinem Wunsch entsprechend, Máximo Damián Huamaní gemeinsam mit Jaime Guardia, Alejandro Vivanco und den Brüdern Chiara das von Damián komponierte Stück Agonía vom „Scherentanz“ (Danza de las Tijeras), wobei zwei Scherentänzer am Sarg tanzten.

## Ehrungen
Die Universidad Nacional José María Arguedas (UNAJMA) mit Sitz in seiner Geburtsstadt Andahuaylas ist nach ihm benannt.

## Werke (Auswahl)

### Romane
- Yawar Fiesta, 1941.
  - deutsch: Fiesta des Blutes. Aus dem Spanischen von Juliane Bambula-Diaz. Verlag Neues Leben, Berlin 1980.
- Los ríos profundos, 1958. Premio Nacional de Fomento a la Cultura Ricardo Palma 1959.
  - deutsch: Die tiefen Flüsse. Aus dem Spanischen von Susanne Heintz. Wagenbach, Berlin 2011, ISBN 978-3-8031-2670-2.
- El Sexto, 1961. Premio Nacional de Fomento a la Cultura Ricardo Palma 1962.
- Todas las sangres, 1964.
  - deutsch: Trink mein Blut, trink meine Tränen. Aus dem Spanischen von Suzanne Heintz. Kiepenheuer & Witsch, Köln 1983, ISBN 3-462-01573-7.
- El zorro de arriba y el zorro de abajo, postum 1971.
  - deutsch: Der Fuchs von oben und der Fuchs von unten. Aus dem peruanischen Spanisch von Matthias Strobel. Wagenbach, Berlin 2019, ISBN 978-3-8031-3316-8.

### Erzählungen
- Agua. Los escoleros. Warma kuyay, 1935.
- Diamantes y pedernales, 1954.
  - deutsch: Diamanten und Feuersteine. Erzählung. Mit einem Nachwort von Mario Vargas Llosa. Aus dem Spanischen von Elke Wehr. Suhrkamp, Frankfurt am Main 2002, ISBN 3-518-22354-2.
- Amor mundo y todos los cuentos, 1967.
- Cuentos olvidados, postum 1973.

### Artikel (Auswahl)
- Taki parwa y la poesía quechua de la República. In: Letras peruanas. Revista de Humanidades, Jg. 4 (1955), Nr. 12, S. 73–75.